# Badeteich Hirschstetten

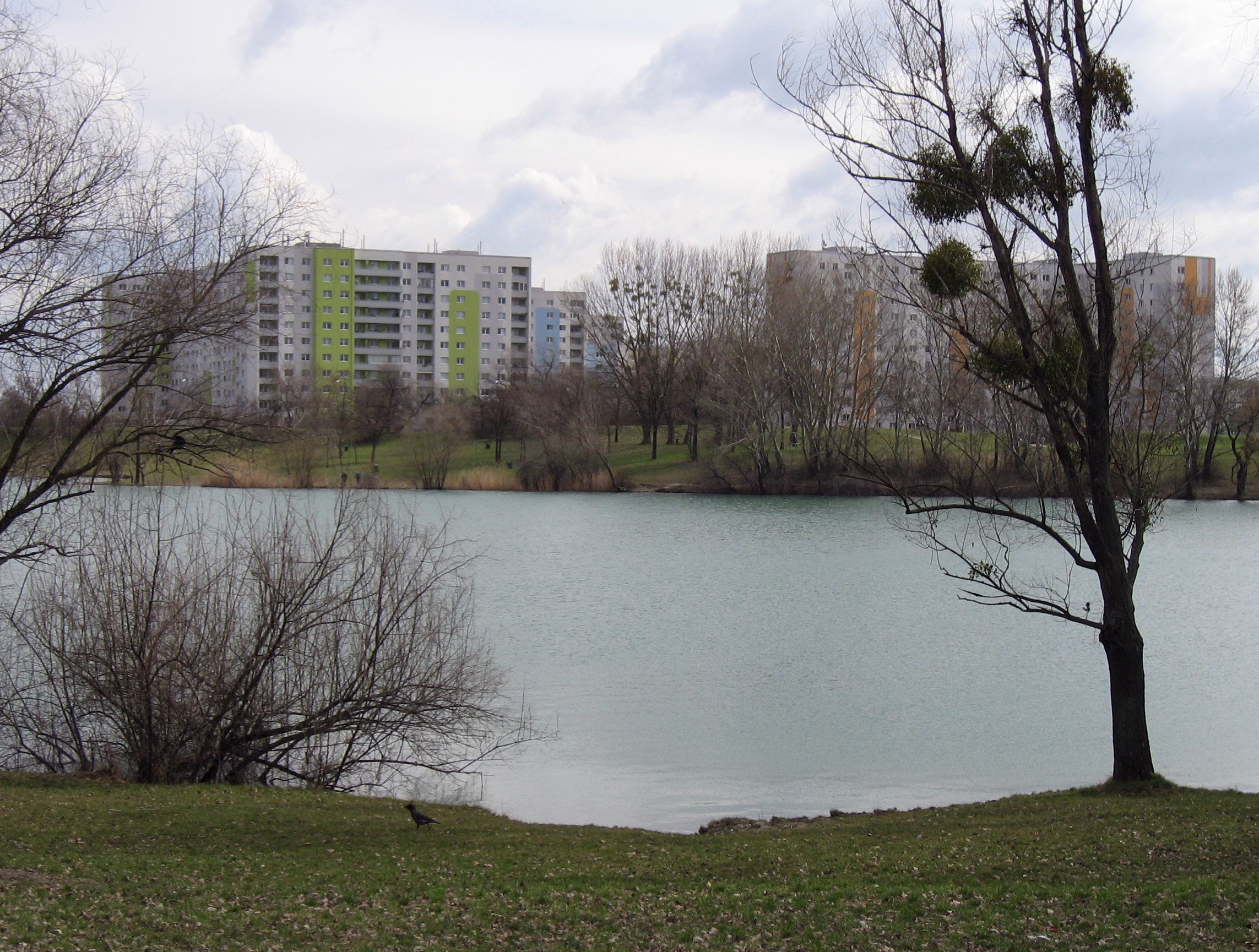
Badeteich Hirschstetten

Der Badeteich Hirschstetten (auch Ziegelhofteich genannt) ist einer von vielen Naturbadeplätzen im 22. Wiener Gemeindebezirk Donaustadt. Er befindet sich in der Nähe der Blumengärten Hirschstetten. Die Wasserfläche beträgt ca. 127.500 m² bei einer Breite von ca. 280 m und einer Länge von 540 m. Die maximale Tiefe wurde bereits Mitte der 1970er Jahre mit etwa 10 Meter beziffert, wobei exakte Angaben dazu bisher fehlen, zumal  der Grundwasserspiegel später durch eine längere Regenperiode ansteigen sollte, was zumindest zu einer vorübergehenden Erhöhung der Wassertiefe geführt haben dürfte.

## Geschichte

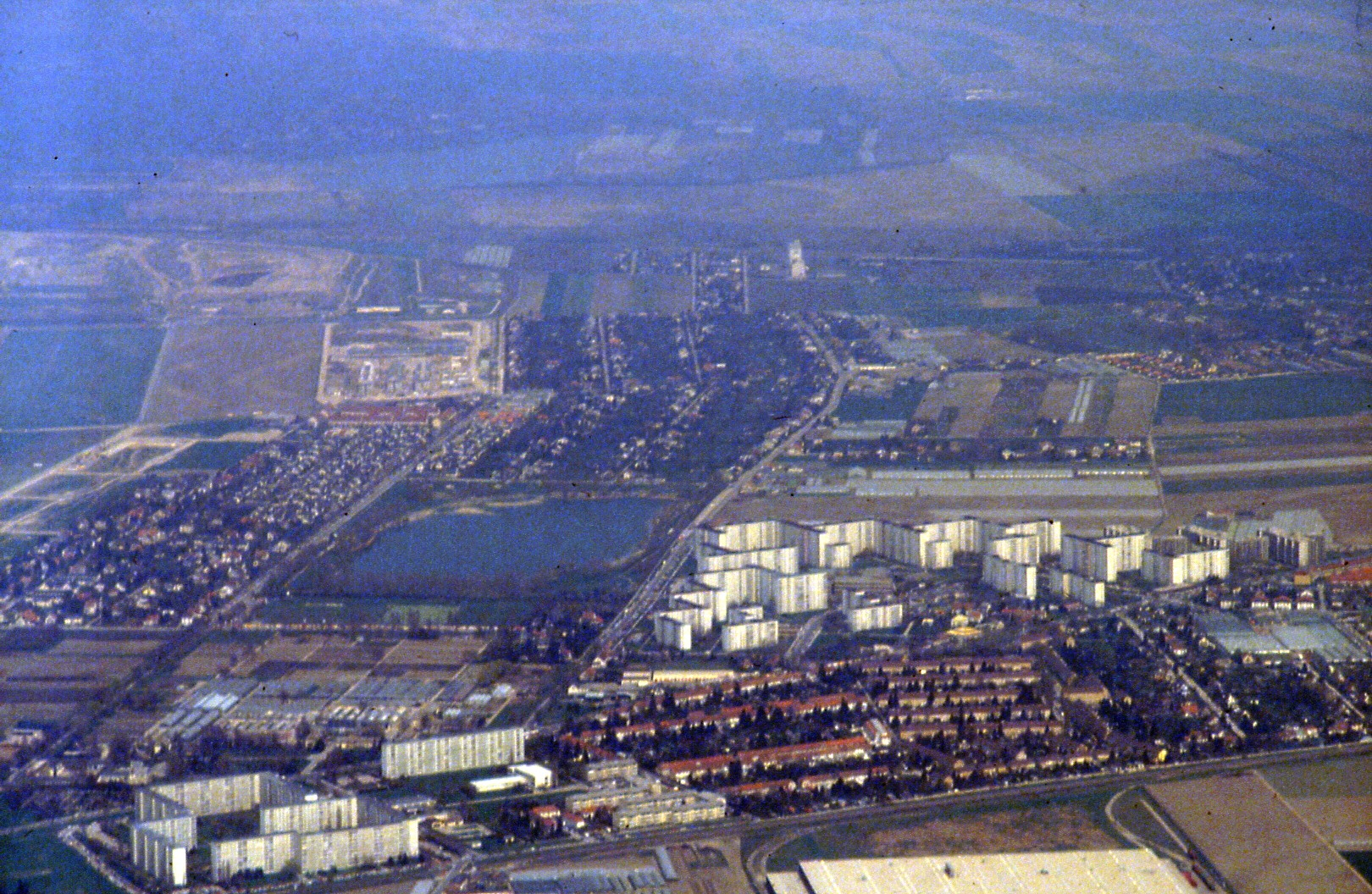
Luftaufnahme von 1993

Um 1965 befanden sich in weiten Gebieten rund um die Donau ausgiebige Schottervorkommen. An der Grenze zu Breitenlee begann man eine solche Schottergrube auszuheben. Man erreichte bald Grundwasser und so entstand ein Teich. Etwa Mitte der 1970er Jahre erreichte der Schotterteich seine maximale Größe zwischen Spargelfeldstraße, Bibernellweg, Ziegelhofstraße und einem angrenzenden Sportplatz.
Nachdem die Arbeiten eingestellt wurden, war ungewiss, wie es mit der Wasserfläche weitergehen sollte. Vorerst war der Plan, die Grube mit Müll zu füllen, welcher jedoch wieder verworfen wurde. Eine Gruppe von Wiener Stadtgärtnern, unterstützt von burgenländischen Saisonarbeitskräften, begann die Uferböschungen zu gestalten. Budgetmittel waren keine vorgesehen und die Sträucher und sonstiges Material wurden von den städtischen Baumschulen Albern, Eßling und Mauerbach übergeben.
2009 stieg der Grundwasserspiegel aufgrund von lang andauernden Regenfällen. Der Wasserspiegel stieg über das Ufer und es wurden zahlreiche Stellen überflutet. Die dadurch entstandenen Schäden wurden 2011 saniert.
Heutzutage wird der Badeteich zum Schwimmen, Fischen oder auch zum Eislaufen genutzt.

## Angebote

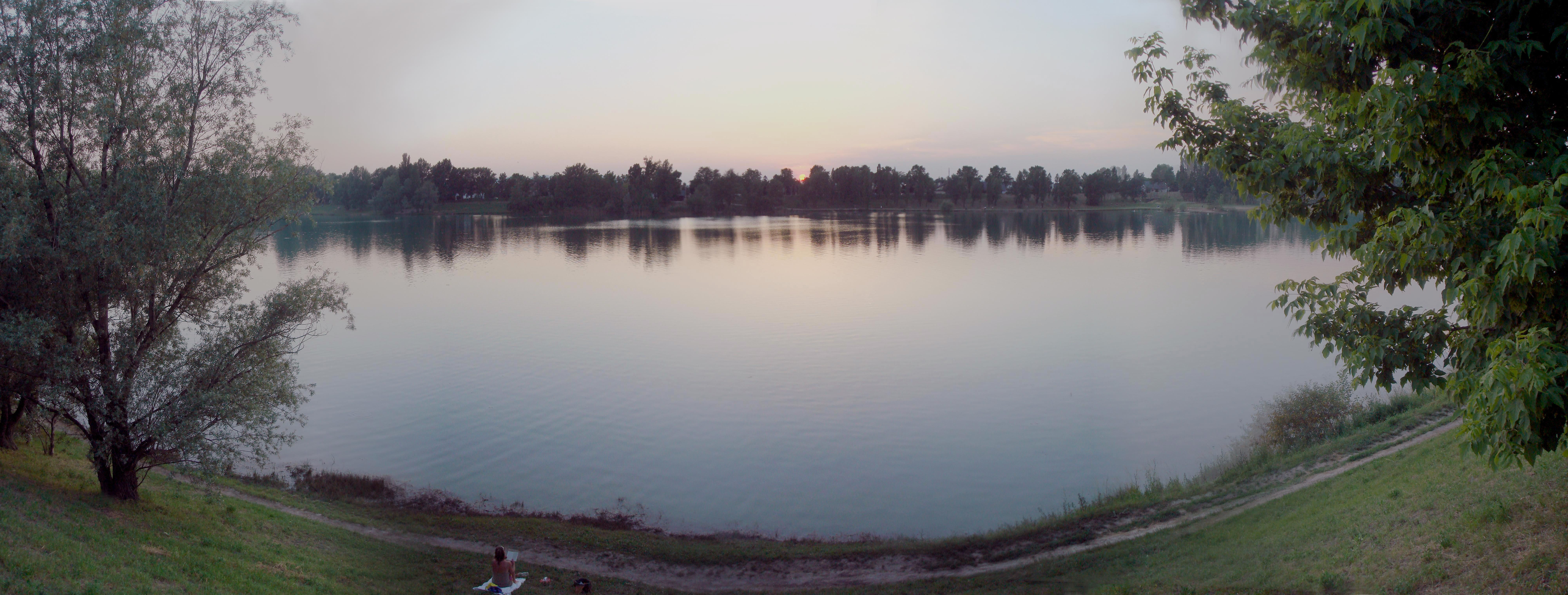
Der Badeteich

Der Badeteich Hirschstetten ist ganzjährig und ganztägig eintrittsfrei geöffnet. Der Teich besitzt einen Kinderspielplatz, eine „Babybucht“ mit Sand, eine Hundeauslaufzone sowie eine Hundebadezone, wobei nur dort das Hundeverbot aufgehoben ist. Das Grillen ist überall verboten, ebenso dürfen Wasservögel nicht gefüttert werden, um eine Verunreinigung des Wassers durch das Abkoten der Tiere zu vermeiden. Zudem befindet sich nahe der Babybucht ein Imbissstand, das „Buffet zur Babybucht“, welches an bestimmten, sehr warmen Tagen in der Sommersaison geöffnet hat. Am östlichen Ufer nahe der Ziegelhofstraße gibt es mit dem „Laguna am Ziegelhofteich“ ein weiteres Restaurant.

## Betonblock im Teich
Im Bereich der Hundezone befindet sich ein etwa 7 Meter hoher Betonblock bzw. Felsblock von gelblich-bräunlichem Gestein unter Wasser, dessen höchster Punkt etwa einen Meter unter der Wasseroberfläche hervorragt. Der Felsblock liegt etwa 50 Meter vom westlichen Ufer entfernt und befindet sich in einer Linie gegenüber von dort angelegten und ins Wasser führenden Stufen. 

## Wasserqualität
Die Badewasserqualität wird drei Mal pro Saison im Labor für Umweltmedizin untersucht und die Ergebnisse anschließend veröffentlicht.